# Matthias Alfen

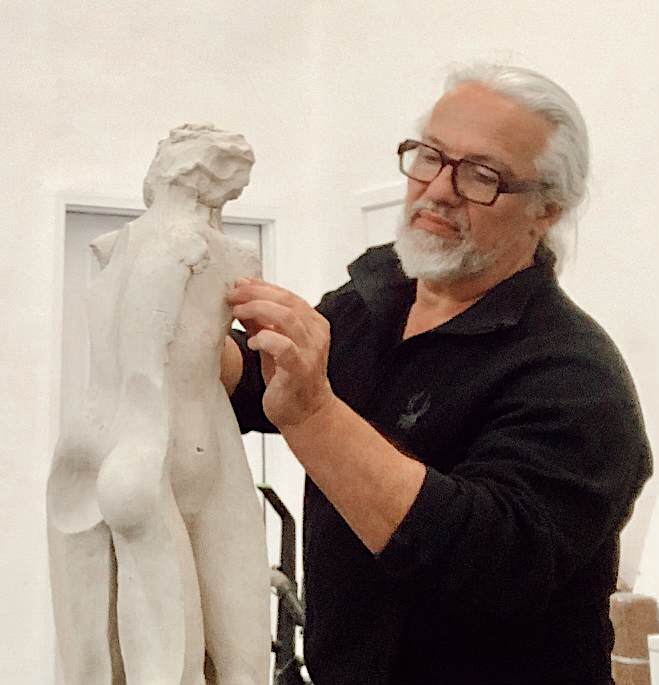
Matthias Alfen mit einer Tonskizze zu „Metamorphosis“, 2024

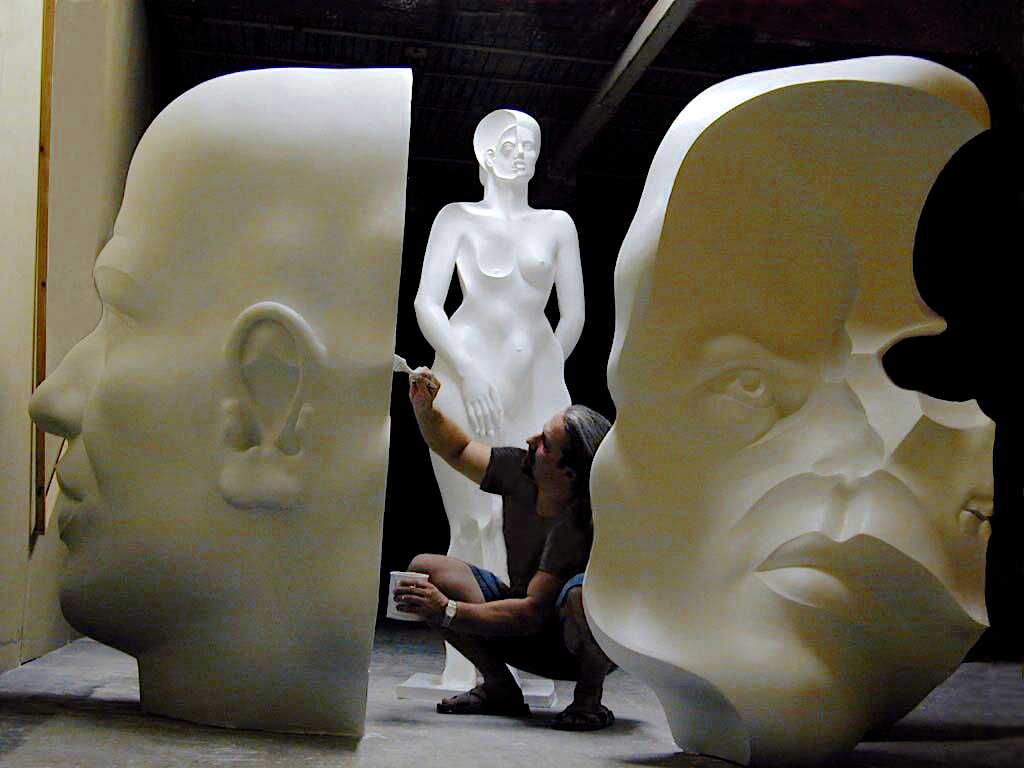
Kopf mit stehender Figur, 2005

Matthias Alfen (* 1965 in Aschaffenburg) ist ein deutscher Bildhauer und Maler, der in den USA lebt und arbeitet. Er ist hauptsächlich bekannt für seine Skulpturen, die antike Formen in moderne, monumentale Figuren transformieren.

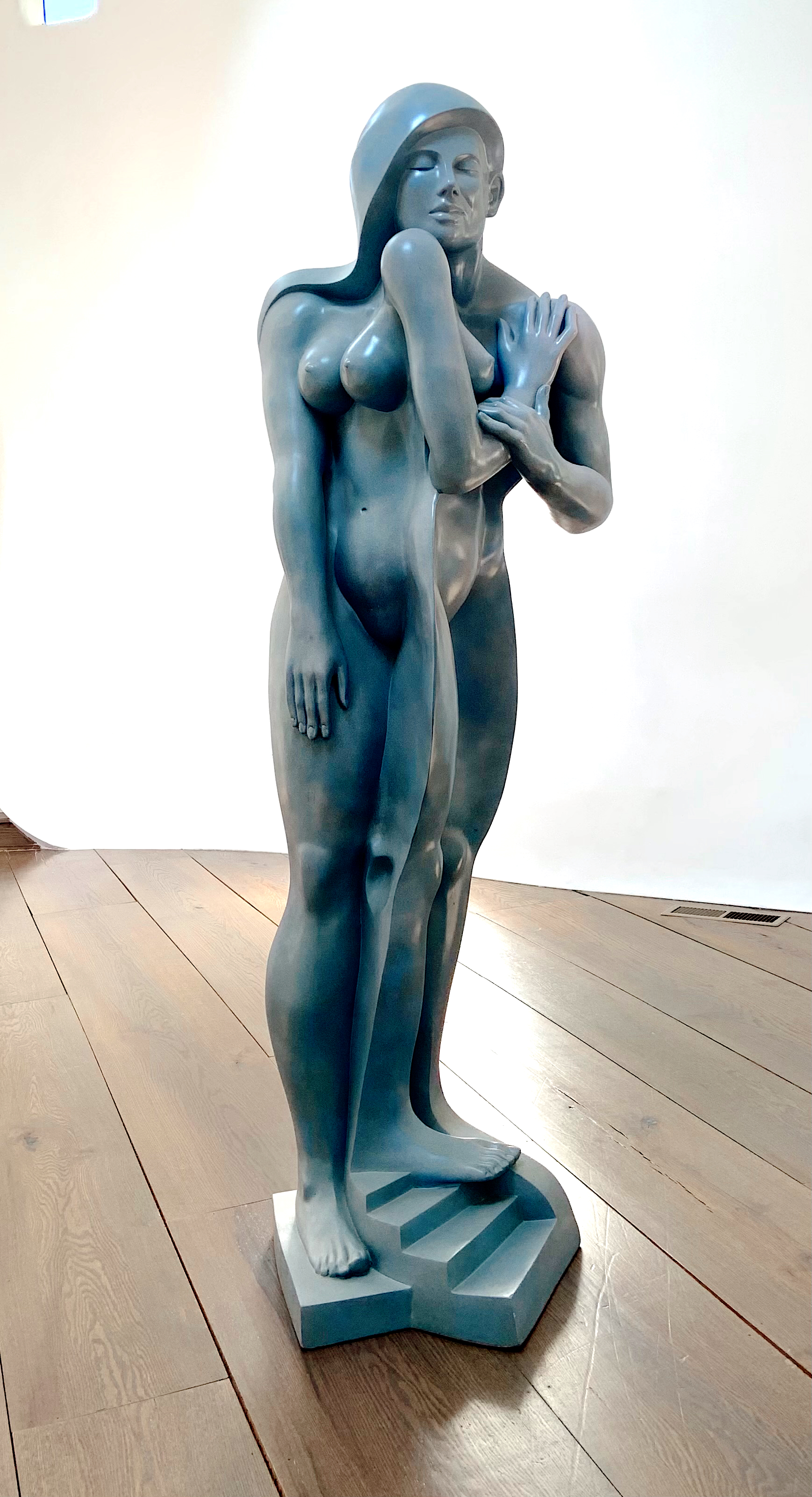
Transfiguration „Embrace“ (Umarmung), 2019

## Leben
Alfen wuchs in einer Aschaffenburger Künstlerfamilie auf. Schon der Großvater und sein Vater arbeiteten als Maler und Fotograf. Sein Interesse für Bildhauerei führte ihn im Alter von achtzehn Jahren zu einer zweijährigen Lehre an der Städtischen Fachschule (Meisterschule) für Steinmetzen und Steinbildhauer in Aschaffenburg. Danach begann Alfen ein Studium der Malerei und Bildhauerei an der Universität der Künste in Berlin, das er mit einem „Master of Fine Arts“ abschloss. Noch während seines Studiums erwarb die Beauftragte für Kultur und Medien der Bundesregierung 1990 für die Sammlung zeitgenössischer Kunst der Bundesrepublik Deutschland das Werk Komposition II für die ständige Sammlung. Nach seinem Studium wurde Alfen zum „Artist-in-Residence“ der Stadt Soest ernannt, wo er den Auftrag erhielt, einen Brunnen für den Hauptplatz zu entwerfen. Nachdem er ein internationales Stipendium der Pollock-Krasner Stiftung erhalten hatte, zog Alfen 1994 in die Vereinigten Staaten. Dort hatte er zahlreiche Ausstellungen in Galerien. Das Housatonic Museum of Art in Bridgeport (USA) widmete Matthias Alfen 2006 eine Einzelausstellung.

## Werk

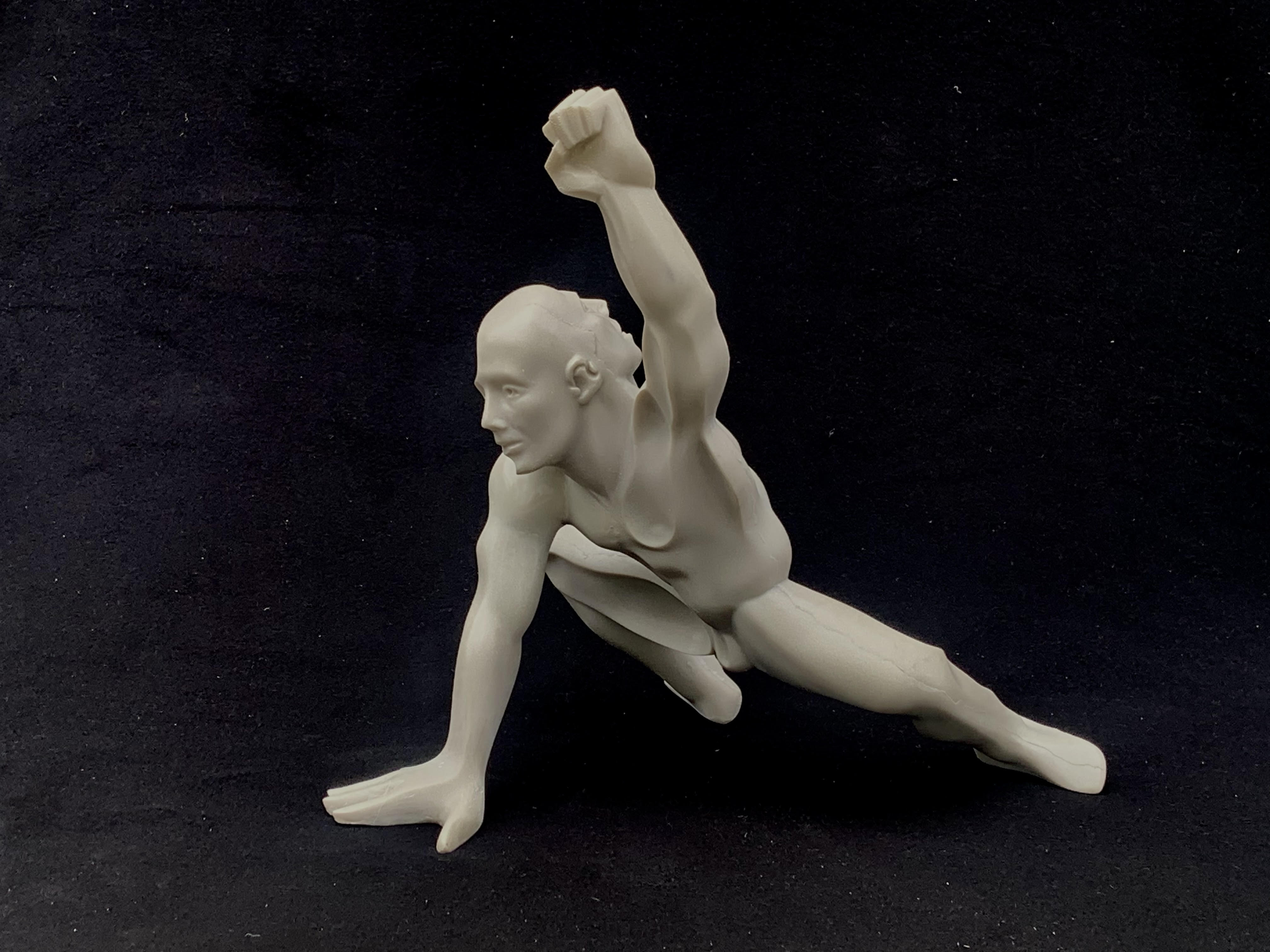
Man Rising, 2024

Matthias Alfens Werk spielt oft mit dem menschlichen Verständnis von Zeit und Raum. Seine plastischen Werke erinnern an den Surrealismus von Alberto Giacometti oder auch den Futurismus von Umberto Boccioni. Er verbindet ein tiefes Verständnis der menschlichen Anatomie und Kinesiologie mit der Vorliebe eines Surrealisten für Widerspruch und Übertreibung in zum Teil groteske Figuren, die zugleich verwirren und fesseln. Alfens Kunst basiert auf der menschlichen Gestalt und manipuliert Maßstab und Form, um im Raum Formen von beunruhigender, manchmal primitiver Kraft zu schaffen. Mit seinen Skulpturen fängt Alfen etwas ein, das jenseits der Oberfläche und des bloßen Physischen liegt. Er überwindet insofern den Formalismus einer sich selbst genügenden, autonomen Kunst. Viele seiner Werke vermitteln dem Betrachter versteckte Botschaften, die sich aber nicht allgemein aufdrängen, sondern individuell erschließen lassen.

## Stimmen der Kritik
“The first time I laid eyes on Matthias Alfen’s sculpture Falling Man (2004) as a part of the jurying process for Housatonic Museum of Art’s first open juried show in spring 2005 it made an immediate and visceral imprint in my mind.”

„Als ich Matthias Alfens Skulptur „Falling Man“ (2004) im Rahmen des Juryprozesses für die erste öffentliche, jurierte Ausstellung des Housatonic Museum of Art im Frühjahr 2005 zum ersten Mal sah, hinterließ sie bei mir einen unmittelbaren und tiefgreifenden Eindruck.“

“Alfen’s figures suggest the inevitability of insanity in a violent world. They are a major contribution to – a brilliant extension of – the “art of the scream”, as German Expressionism was called when it emerged at the troubled beginning of the twentieth century.”

„Alfens Figuren deuten auf die Unvermeidlichkeit des Wahnsinns in einer gewalttätigen Welt hin. Sie sind ein wichtiger Beitrag – eine brillante Erweiterung – der „Kunst des Schreis“, wie der deutsche Expressionismus genannt wurde, als er am unruhigen Beginn des 20. Jahrhunderts aufkam.“